# 广发证券大厦
广发证券总部大厦（英語：Guangfa Securities Headquarters）通称广发证券大厦，是一栋位于中国广东省广州市天河区珠江新城的超高层摩天大楼，于2018年建成后为广发证券的总部大厦。

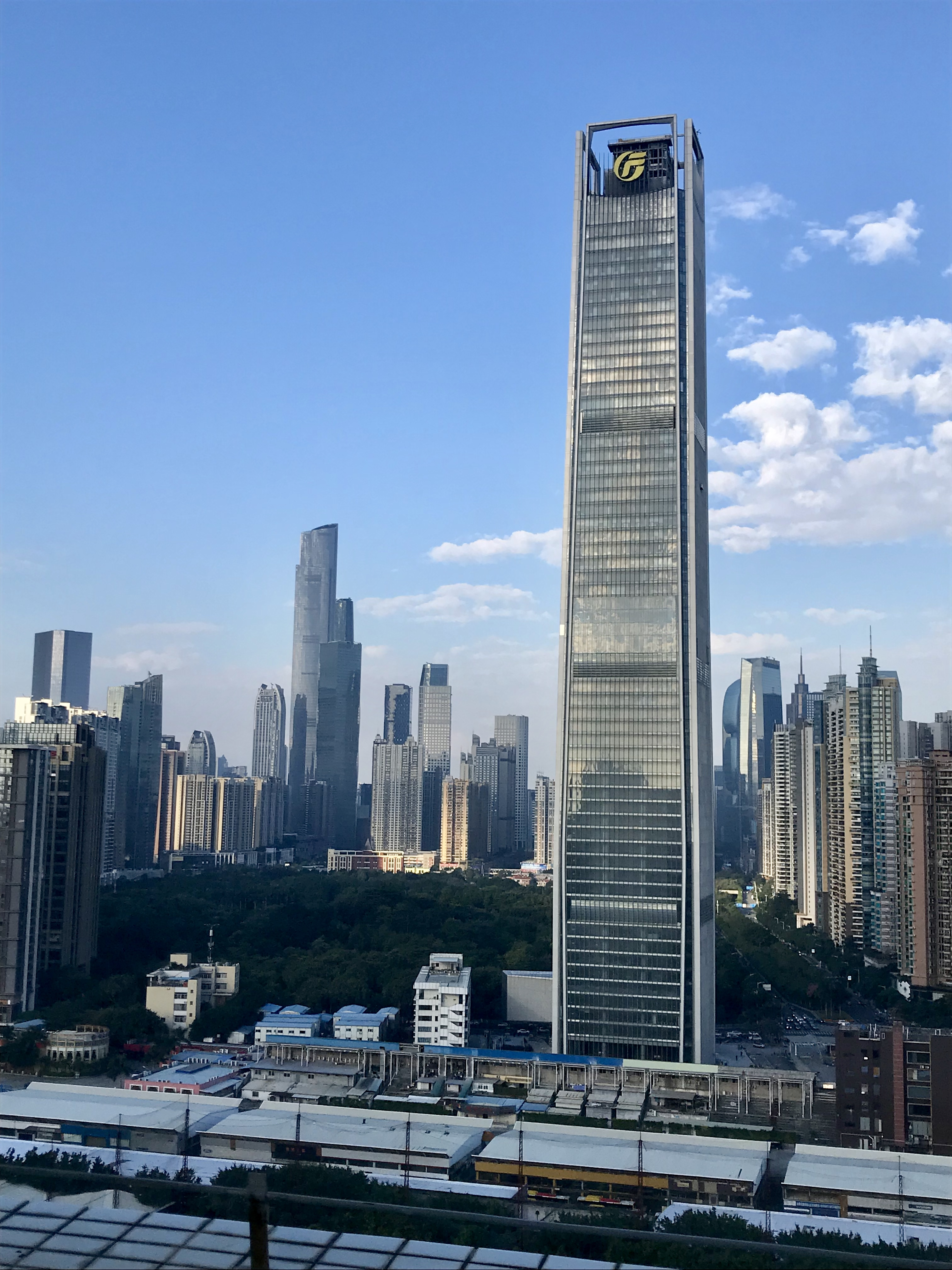
2018年的广发证券大厦正面